# Bathippus semiannulifer
Bathippus semiannulifer är en spindelart som beskrevs av Embrik Strand 1911. Bathippus semiannulifer ingår i släktet Bathippus och familjen hoppspindlar. Inga underarter finns listade.